# Кларенс (Міссурі)
Кларенс (англ. Clarence) — місто (англ. city) в США, в окрузі Шелбі штату Міссурі. Населення — 738 осіб (2020).

## Географія
Кларенс розташований за координатами 39°44′35″ пн. ш. 92°15′36″ зх. д. / 39.74306° пн. ш. 92.26000° зх. д. (39.743181, -92.260136).  За даними Бюро перепису населення США в 2010 році місто мало площу 3,00 км², уся площа — суходіл.

## Демографія
Згідно з переписом 2010 року, у місті мешкало 813 осіб у 355 домогосподарствах у складі 199 родин. Густота населення становила 271 особа/км².  Було 439 помешкань (146/км²).
Расовий склад населення:
| - 98,0 % — білих - 0,5 % — чорних або афроамериканців - 0,2 % — корінних американців |

До двох чи більше рас належало 1,1 %. Частка іспаномовних становила 1,4 % від усіх жителів.
За віковим діапазоном населення розподілялося таким чином: 26,0 % — особи молодші 18 років, 50,1 % — особи у віці 18—64 років, 23,9 % — особи у віці 65 років та старші. Медіана віку мешканця становила 43,3 року. На 100 осіб жіночої статі у місті припадало 88,2 чоловіків;  на 100 жінок у віці від 18 років та старших — 85,2 чоловіків також старших 18 років.
Середній дохід на одне домашнє господарство  становив 40 319 доларів США (медіана — 29 500), а середній дохід на одну сім'ю — 47 878 доларів (медіана — 43 958). За межею бідності перебувало 32,5 % осіб, у тому числі 48,2 % дітей у віці до 18 років та 21,0 % осіб у віці 65 років та старших.
Цивільне працевлаштоване населення становило 320 осіб. Основні галузі зайнятості: освіта, охорона здоров'я та соціальна допомога — 22,5 %, виробництво — 14,4 %, роздрібна торгівля — 11,3 %, будівництво — 10,9 %.